# La Virgen María entre María Magdalena y san Juan Evangelista (Felipe Diriksen)
La Virgen María entre María Magdalena y san Juan Evangelista es un cuadro del artista español Felipe Diriksen que data del primer tercio del siglo XVII. Está pintado al óleo sobre lienzo y actualmente se conserva en el Real Monasterio de la Encarnación, en Madrid. La obra fue concebida para servir de fondo a una talla de Cristo yacente del escultor Gregorio Fernández.

## Historia
En el año 1606 Madrid quedó convertida de manera definitiva en la capital de la monarquía española, tras el regreso de Felipe III de una estancia de 5 años en Valladolid. La reina se trajo de esta última ciudad a un grupo de monjas para fundar un monasterio junto al Alcázar de Madrid: el Real Monasterio de la Encarnación, que aún existe en la actualidad. 
Paralelamente, en 1612 el rey Felipe III fundó junto al Palacio Real de El Pardo, a las afueras de Madrid, un convento de Padres Capuchinos, llamado convento de Nuestra Señora de los Ángeles, al que consta que donó en 1615 la talla de un Cristo yacente realizada por el gran escultor Gregorio Fernández (el llamado Cristo yacente de El Pardo, una de sus obras más conocidas). Esta escultura se encontraba dentro de una urna y estaba acompañada de un cuadro representando una Piedad con san Juan y la Magdalena, colocado en el fondo. La talla ha sido siempre objeto de una gran devoción, hasta el punto de haber dado nombre informalmente al convento que la posee, que se conoce popularmente como Convento del Santísimo Cristo de El Pardo.
Siguiendo el modelo de El Pardo, Gregorio Fernández realizó para el Monasterio de la Encarnación un conjunto similar, hoy perdido, del que sobreviven 2 piezas:  su extraordinario Cristo yacente (1615) y el cuadro de Felipe Diriksen La Virgen María entre María Magdalena y san Juan Evangelista, que le servía de fondo, como en el modelo precedente.
El encargo del conjunto debió ser realizado por la primera priora del monasterio, la madre Mariana de San José, que había residido durante años en Valladolid, a muy poca distancia del taller de Gregorio Fernández, por lo que conocía su labor y su fama de persona extremadamente religiosa. Este escultor ya había creado el año anterior para el monasterio un Cristo atado a la columna, que todavía se conserva allí.
El cuadro está al cuidado de Patrimonio Nacional, la entidad que administra y mantiene los bienes históricamente vinculados a la Corona de España, como es el caso del Real Monasterio de la Encarnación y de su patrimonio artístico. Patrimonio Nacional data el lienzo en el primer tercio del siglo XVII.

## Análisis de la obra
El desaparecido conjunto presidía la cabecera de la antigua Sala Capitular del monasterio, que también ha desaparecido. Esa colocación central en una de las partes más importantes de todo el monasterio da idea de la importancia que se le atribuía y de la visibilidad que tenía.
El conjunto estaba formado por la urna, la escultura, la pintura de fondo, una inscripción, dos ángeles y una cruz rematando el grupo, y dos esculturas a los lados, representando a san Agustín y a su madre santa Mónica. Se conserva una descripción de la época (1645) que describe el conjunto así:

A la cabecera de la pieça, sobre vna peana ancha tambien cubierta de azulexos está un deuoto Sepulcro de bella traça, y labor de samblaje, pintado de varios jaspes; en particular el negro. Encierra este Sepulcro vna excelente Imagen de talla, de Christo nuestro Señor muerto, casi de dos varas […] En el tablero de enfrente del sepulcro está de pincel nuestra Señora, San Juan, y la Madalena, dolorosos. Está cubierto con vn paño de la India, tiene de ordinario dos ordenes de cortinas por mayor decencia; en medio del sepulcro está escrito

«Crucifixus

Etiam pro nobis,

Et Sepultus est.» 

En el vltimo remate está vna Cruz, y algo mas baxo della dos Angeles grandes dorados. A los lados del Sepulcro en los espacios que ay del a las paredes, estan dos grandes Imagines, que exceden al natural; la de la mano derecha, es del glorioso Doctor San Agustin; la otra su dichosa Madre Santa Monica.
Luis Muñoz, 1645

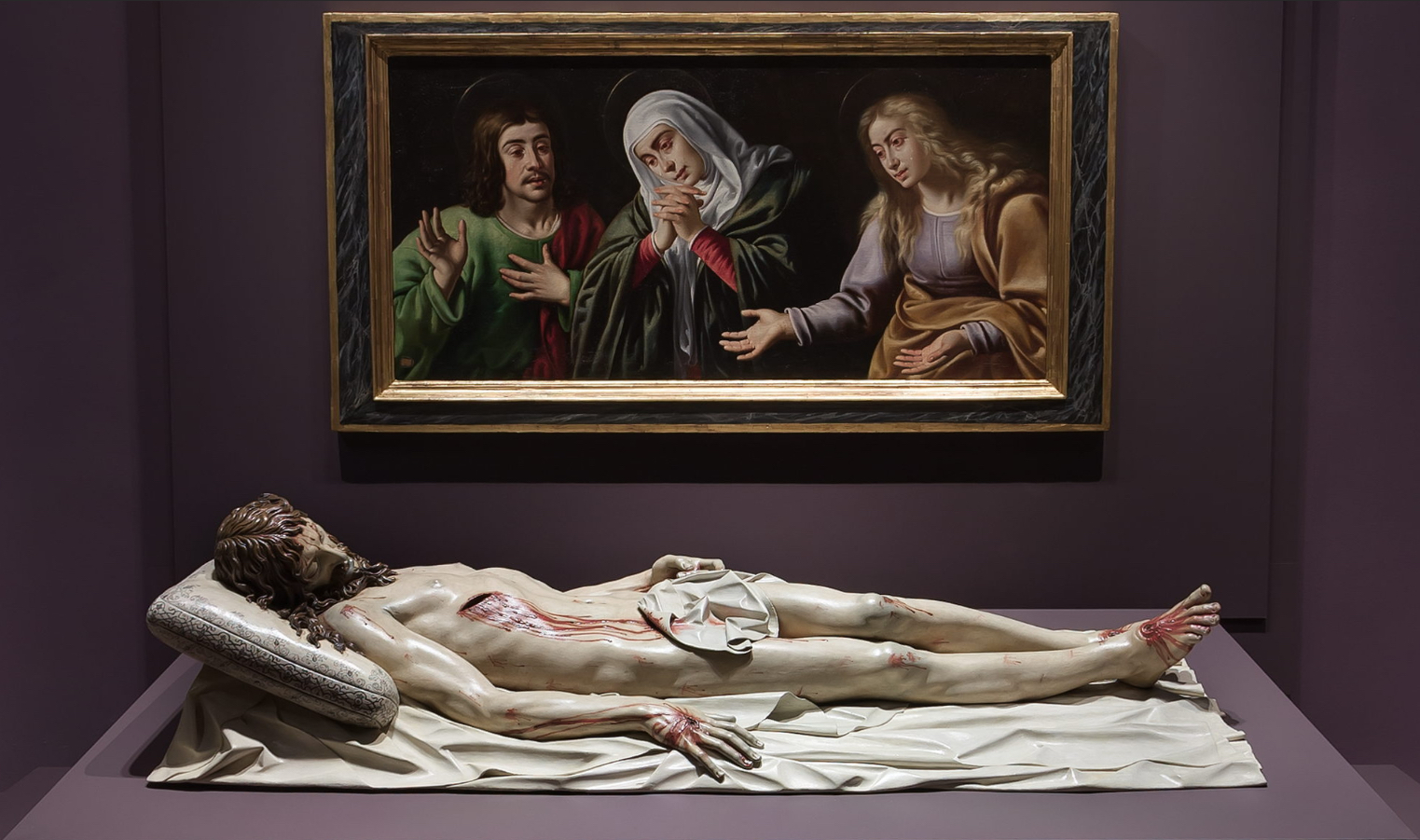
El cuadro de Diriksen y el Cristo yacente de Gregorio Fernández durante una exposición temporal en el Palacio Real de Madrid (La otra Corte. Mujeres de la Casa de Austria en los monasterios reales de las Descalzas y la Encarnación, diciembre de 2019-enero de 2021)

El cuadro estaba, por tanto, integrado en un conjunto cuyo protagonista era la talla, con respecto a la cual actuaba como un complemento, y su composición deriva del hecho de que las medias figuras del cuadro debían mirar hacia el rostro de la escultura desde su posición al fondo. El tamaño y forma del cuadro también vienen determinados por su relación con la escultura. El lienzo tiene además la función de enfatizar el significado de la talla, inducir a un estado de ánimo ante su contemplación y aportar una sensación de autenticidad y dramatismo.
Esta obra de Diriksen guarda relación con un cuadro de su autoría que se conserva en el Museo del Prado, Cristo con la cruz a cuestas contemplado por María y el alma cristiana, considerado una de las obras más hermosas y delicadas de entre las pocas del autor que han llegado a nuestros días. El personaje de la Magdalena en el lienzo de la Encarnación es muy similar al de la joven que puede verse en el del Museo del Prado y una de las hijas del pintor ha sido señalada como modelo para ambas. No obstante, la Magdalena de la Encarnación parece tener más edad que la joven que representa al alma cristiana en el Prado, incluso si ha sido necesario carcterizarla como la Magdalena, y la datación de este segundo lienzo es, según el museo, de hacia 1630-1650. Patrimonio Nacional señala como datación para el lienzo de la Encarnación el primer tercio del siglo XVII, y 1615 como fecha del Cristo yacente para el que había de servir de fondo, momento en el cual Felipe Diriksen tendría unos 25 años de edad.